# Morti nel 1440
| Questa pagina contiene informazioni ricavate automaticamente dalle voci biografiche con l'ausilio del template Bio e di un bot. L'aggiornamento è periodico e automatico e ricostruisce completamente la pagina. Se manca una persona in questa lista, sei pregato di non aggiungerla, ma accertati piuttosto che la sua voce biografica contenga il template Bio e che i dati anagrafici siano correttamente compilati. Se il template Bio manca, inseriscilo tu stesso o, in alternativa, metti l'avviso {{tmp\|Bio}} che ne segnala la mancanza. Se i dati riportati sono sbagliati, correggi direttamente la voce biografica; le modifiche saranno visibili in questa lista entro pochi giorni. Per chiarimenti vedi il progetto biografie. La lista contiene solo le 23 persone che sono citate nell'enciclopedia e per le quali è stato implementato correttamente il template Bio. Pagina aggiornata al 13 gen 2025. |

- 1º gennaio - Irene Gattilusio, imperatrice bizantina
- 6 gennaio - Giovanni I di Merlau, abate tedesco (n. 1360)
- 10 gennaio - Eustache Marcadé, drammaturgo, poeta e teologo francese (n. 1390)
- 14 febbraio - Dietrich di Oldenburg, nobile tedesco (n. 1390)
- 9 marzo - Francesca Romana, religiosa e mistica italiana (n. 1384)
- 20 marzo - Sigismund Kęstutaitis, sovrano lituano (n. 1365)
- 2 aprile - Giovanni Maria Vitelleschi, condottiero e cardinale italiano
- 7 maggio - Federico IV di Turingia, nobile tedesco
- 25 giugno - Guillaume Crespin, ufficiale francese
- 13 settembre - Amedea Paleologa, nobile (n. 1429)
- 20 settembre - Federico I di Brandeburgo, nobile tedesco (n. 1371)
- 23 settembre - Lorenzo il Vecchio, banchiere italiano (n. 1394)
- 29 settembre - Enrico Scarampi, vescovo cattolico italiano
- 12 ottobre - Ginevra d'Este, nobildonna (n. 1419)
- 26 ottobre - Gilles de Rais, generale, criminale e nobile francese
- 13 novembre - Joan Beaufort, contessa di Westmorland, nobile inglese
- Alberico II da Barbiano, nobile e condottiero italiano
- Angelina di Grecia, nobildonna ungherese (n. 1380)
- Hatice Halime Hatun, principessa turca (n. 1410)
- Évrard II de La Marck-Arenberg, nobile francese (n. 1365)
- Johannes Legrant, compositore e cantore francese
- Leone Sforza, condottiero italiano (n. 1406)
- Hans von Sparneck, politico e diplomatico tedesco (n. 1380)